# Mięsień smukły

Mięśnie smukłe

Mięsień smukły (łac. musculus gracilis) – w anatomii człowieka długi, cienki, płaski mięsień należący do warstwy przedniej grupy przyśrodkowej mięśni uda. Biegnie od gałęzi dolnej kości łonowej i gałęzi kości kulszowej, kieruje się ku dołowi i w dolnej części uda przechodzi w długie, cienkie ścięgno, owijające się od tyłu wokół nadkłykcia przyśrodkowego kości udowej i dalej biegnie z mięśniem krawieckim i mięśniem półścięgnistym, tworząc wraz z przyczepami końcowymi tych mięśni gęsią stopę ścięgnistą. Przyczep końcowy ścięgna mięśnia smukłego znajduje się poniżej i przyśrodkowo od guzowatości kości piszczelowej. Unaczynienie mięśnia pochodzi od tętnic sromowych zewnętrznych, tętnicy przyśrodkowej okalającej udo od tętnicy udowej oraz tętnicy zasłonowej od tętnicy biodrowej wewnętrznej. Unerwiony jest przez gałąź przednią nerwu zasłonowego (L2–4).
Mięsień ten działa na dwa stawy – biodrowy i kolanowy. Przy wyprostowanym kolanie przywodzi udo, prostuje je nieznacznie i słabo rotuje na zewnątrz. W stawie kolanowym działa jako zginacz.